# Сан Квинтино (Кунео)
Сан Квинтино је насеље у Италији у округу Кунео, региону Пијемонт.
Према процени из 2011. у насељу је живело 77 становника. Насеље се налази на надморској висини од 373 м.